# Wola Filipowska
Wola Filipowska je vesnice v severozápadní části Malopolského vojvodství. V současné době má 2 751 obyvatel (2010).

## Infrastruktura
- Železnična stanica Wola Filipowska
- kostel
- škola
- hřiště LKS Wolanka
- hřbitov
- sbor dobrovolných hasičů
- čerpací stanice

## Náboženství
- římskokatolická církev: farnost